# Heizkraftwerk Schwerin-Lankow
Das Heizkraftwerk Schwerin-Lankow ist ein von der Energieversorgung Schwerin (EVS), einem Unternehmen im Verbund der Stadtwerke Schwerin (SWS), betriebenes Heizkraftwerk im Schweriner Stadtteil Lankow in Mecklenburg-Vorpommern.

## Technik
Es ist eines von zwei erdgasbefeuerten und bis Dezember 1994 errichteten Gas-und-Dampf-Kombikraftwerken, die im Kraft-Wärme-Kopplungs-Verfahren arbeiten und somit sowohl Wärme für das Schweriner Fernwärmenetz bereitstellen, als auch elektrische Energie produzieren.
Die Hauptkomponenten der Anlage sind eine Gasturbine mit einer Leistung von 15,7 MW, ein Abhitzekessel (45 t/h) mit Zusatzfeuerung und eine 8,4-MW-Gegendruck-Dampfmaschine. Das Heizkraftwerk liefert eine elektrische Leistung von 24,1 MW und eine Fernwärmeleistung von 31,6 MW. Wahlweise ist, etwa bei der Unterbrechung der Gasversorgung, die Befeuerung mit Heizöl EL möglich.
Beide Schweriner Heizkraftwerke sind durch eine etwa zehn Kilometer lange Fernwärmeleitung verbunden. In Zeiten geringer Heizwärmelast werden in Lankow weiter Wärme und Strom produziert, während in Schwerin-Süd zur vorrangigen Stromproduktion auf Kondensationsbetrieb umgestellt wird.
Der Netzanschluss erfolgt auf der 20-kV-Mittelspannungsebene in das Stromnetz des Verteilnetzbetreibers Netzgesellschaft Schwerin.

## Geschichte
Die Stromversorgung Schwerins erfolgte zur Wendezeit um 1990 ausschließlich aus überregionalen Netzen. Neben der Sanierung des bestehenden Heizwerkes Schwerin-Süd entschied man sich für einen Neubau in Lankow. Die Auftragserteilung erfolgte im Dezember 1992 und der Baubeginn im Dezember 1993. Ein weiteres Jahr später, im Dezember 1994, war der Bau fertiggestellt.